# サンドウィッチマン (お笑いコンビ)
サンドウィッチマン（英：SANDWICHMAN）は、日本のお笑いコンビ。グレープカンパニー所属。愛称および略称は「サンド」。1998年結成。M-1グランプリ2007王者、キングオブコント2009準優勝。

## メンバー

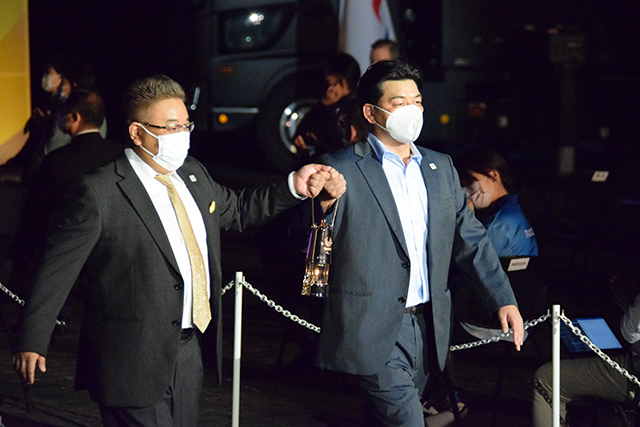
2021年8月20日、東京パラリンピックの聖火の集火式にて
伊達（左）と富澤（右）

伊達 みきお（だて みきお、1974年9月5日 - ）（50歳）
ツッコミ（時にボケ）担当、立ち位置は向かって左。
富澤 たけし（とみざわ たけし、1974年4月30日 - ）（51歳）
ボケ（時にツッコミ）・ネタ作り担当、立ち位置は向かって右。

## 略歴
仙台商業高等学校（現：仙台市立仙台商業高等学校）の同級生であり、同校のラグビー部で知り合う。
高校卒業後、伊達は福祉系の専門学校へ進学するも3か月で中退。父親の斡旋で福祉関連の会社に就職し、会社員として勤務した。一方で芸人の道を志していた富澤は、就職して正社員になると芸人を目指しにくくなるという理由でアルバイトを続けていた。1995年に創立された吉本興業仙台事務所（仙台吉本）への所属を目標に定めた富澤は伊達を誘うも断られ、小・中学時代からの別の友人とコンビ「ゆやゆよん」を結成。アマチュア活動を行なっていたものの、所属以前に仙台吉本が撤退してしまった。
当初から伊達とのコンビ結成を熱望していた富澤は、すでに福祉関係の仕事に就いていた伊達を3年間に亘って口説き続けた。最終的に伊達は祖父の死をきっかけに「限りある人生、どうせなら好きな事をやらないと」と悟り、会社を辞める決意をした。1998年7月12日、同郷の先輩芸人であるワッキー貝山が主催する仙台駅前のライブにて、以前と同じ「ゆやゆよん」の名義で伊達と初舞台を踏む。同年9月にコンビ結成後、上京してコンビ名を「親不孝」とする。この時は先に上京していた芸人仲間と同じホリプロ預かり（後所属）となるが、後にフリーへ転身すると共にコンビ名を「銭と拳（かねとこぶし）」に改名。同時期に一度だけ「バイキング」というコンビ名で舞台に出たが、その際に他の出演者から同じコンビ名の芸人（バイきんぐ）がいると言われたため元に戻した。その後、24歳の時にホリプロでの同期だった浜田ツトム（元メインストリート）を入れてトリオ「サンドウィッチマン」を結成する。当時は浜田がツッコミで、2人ともボケだった。僅か1年で浜田は脱退するが、元のコンビ名には戻さず現在に至る。
ホリプロやH・R事務局に所属していた時期があるが、お笑いに理解のないマネージャーなどからネタの中身について注意されるのを嫌い自由にネタをできる事務所を探した結果フラットファイヴへ所属した。なお、移籍先の候補にはソニー・ミュージックアーティスツもあったが当時の自宅から近すぎたため、除外していた。
ライブには出演していたが、キー局でのテレビ出演がないまま年月は流れる。その頃の富澤は、自ら伊達をお笑いの世界に誘いながら一向に結果を出せていない事に負い目を感じ、コンビ解散や自殺まで考えていた。気が付けば30歳になっていた2人は2005年を「勝負の年」と決め、アルバイトを減らして生活費を借金で工面し、片っ端からライブに出演していく。そんな中でついにその実力がテレビ関係者の目に留まり、『エンタの神様』（日本テレビ）への出演が決定する。
2005年5月28日、『エンタの神様』に初登場。披露したネタは「ピザのデリバリー」だった。収録の際、あまりにもウケすぎて観客の笑い声が2人のピンマイクにも入ってしまい、撮り直すべく同じネタをもう一度披露するという前代未聞の出来事が起きた。以降は知名度が上がり、同番組には定期的に出演するようになる。
2006年5月13日・2007年9月24日に新宿シアターモリエール、2006年7月22日は仙台141にて単独ライブを開催。満員御礼となった。また、10月27日には2人の母校である仙台商業高等学校の文化祭「仙商祭」へ出演した。交通費込みで10万円と破格の出演料だった。
2007年12月23日、『M-1グランプリ2007』にて大会史上初となる敗者復活枠からの優勝を成し遂げた。
2008年1月26日、イトーヨーカドー仙台泉店で、『サンドウィッチマンのラジオやらせろ!（仮）』（FMいずみ）の公開収録を行った（観衆は2000人）。村井嘉浩宮城県知事から「みやぎ夢大使」を委嘱され、泉区長からは区長賞を授与された。
2009年5月11日、伊達がフリーアナウンサーの熊谷麻衣子との結婚を自身のブログで公表、7月11日に挙式・婚姻届を提出した。また同年6月8日、富澤が年下の一般人女性と同年4月2日を以ての結婚を所属事務所を通じて公表した。
『キングオブコント2009』では『M-1』との2冠を目指し、初出場で決勝戦進出。ファーストステージを首位で折り返すが、セカンドステージで東京03に圧倒的な高得点を叩き出され、『M-1』との2冠を逃した。翌年以降は出場していない。
2009年、夏から秋にかけて初の全国ツアーを開催。以後も毎年開催され、コンビ活動の柱となっている。
2010年7月1日、約5年間所属したフラットファイヴを退社。担当マネージャーと共に現事務所・グレープカンパニーを立ち上げた。同時にフラットファイヴの所属だったほとんどの芸人たちもグレープカンパニーへ移籍した。これはフラットファイヴの社長兼夫婦芸人であるホロッコが、サンドウィッチマンの『M-1』優勝に触発され漫才業の再開を理由とする円満移籍である。
2011年3月11日、宮城県気仙沼市の漁港にて、『サンドのぼんやり〜ぬTV』（TBCテレビ）のロケの最中に東日本大震災（東北地方太平洋沖地震）が発生し被災したが、即座にスタッフと出演者が全員無事である旨をブログで報告（後述）。
2012年から、中川家・ナイツと共に3組で「漫才サミット」と称する合同ライブを定期的に開催、各コンビが持ち回りで主催する形で全国を巡っている。
2016年、欅坂46の冠番組である『KEYABINGO!』（日本テレビ）のMCに就任。
2017年は全国ツアーの一環として、自身初の海外公演となる結成20周年目記念ロンドン特別公演を開催。チケットが即日完売となる。
2018年、『日経エンタテインメント!』（日経BP）発表の「好きな芸人ランキング」で調査開始以来14回連続でトップに君臨していた明石家さんまを抜き、1位に躍り出た。
2019年、日本とスペインを拠点に活動するピアニスト・川上ミネとのコラボレーションで初のスペイン公演を開催した。
2024年、既に東北楽天ゴールデンイーグルスの応援大使を務めているが、球団創設20周年イヤーを盛り上げるべく「20周年アンバサダー」に就任した。

## 芸風

### ネタ
- 漫才・コント両方を演じる。コンビ結成初期はコント専門だったが、東京ダイナマイトの漫才を見たのをきっかけに漫才を始める。奇抜な設定やキャラクターに頼らず、「店員と客」などベタな設定の下で交わされる会話のやりとりによるネタが多い。会話重視のネタの性質から、コントを漫才（コント漫才）に作り替えて披露する事もある。「コント師」や「漫才師」ではなく「漫コン師」と自称する場合がある（ただし響きが卑猥に聞こえることからNHKに出演する際には「コン漫師」としている）。コントではボケとツッコミを明確に分けたネタが多く、ボケは異常人でツッコミは常識人に徹する。それにも拘わらずツッコミもボケに劣らず笑いを誘発できるのが特徴。ただし2人の担当は毎回入れ替わる（伊達がボケの時は異様な扮装となるパターンが多い）。極稀に2人とも常識人ベースだが、状況に翻弄されるがまま変になっていくというネタもある。基本的には2人のみで進められるも、一部ネタではエキストラを起用する場合がある[18]。
- ネタによっては伊達が即興的なボケを入れたり、富澤がツッコミに回ったりすることもある。
- 2009年以降、毎年夏から秋にかけて新ネタのみを引っ提げ全国各地を巡る単独ライブツアーを実施している。計1万人以上を動員する大規模なツアーにも拘わらず、ほぼ全ての会場のチケットが数分で完売するほどプレミア化しており[要出典]、翌年の春には前年のライブの模様を収録したDVDが発売されている。立川志の輔や関根勤を始め、多くの著名人が毎年ライブツアーを観覧している。ライブ構成には同事務所所属の後輩である放送作家の水野としあきも参加してきた[19][20]。
- ネタ作りを担っているのは富澤で、携帯電話に書き込んで作成している。一部のツッコミを伊達が付け加える事もあるが、台本に起こし最終的な構成をかけるのは富澤の役目。また「伊達がツッコミのフレーズを先に考え、富澤がそこから逆算してボケを付ける」ケースもある（アンタッチャブルと同様）。
- 富澤はパソコンで清書した台本を用いたいが、伊達の「富澤の女の子みたいな丸文字で書いた文字じゃないと頭に入らない」という理由から、長らく台本は手書きだった[21]。後に富澤が伊達にメールでネタを送信し、機械音痴の伊達がマネージャーに頼んでプリントアウトしてもらうようになった[22]。
- 初めてネタを披露したテレビ番組は、2005年の『東京金歯(笑)』（BSフジ）。
- 漫才の際の出囃子は、Mess→Age Crew（feat.CUZSICK）の「青葉城恋唄21」で、主に単独ライブツアーにおいて使用している。
- 漫才でネタに入る時には「（伊達）世の中興奮することっていっぱいありますけど、やっぱり一番興奮するのは○○する時だよね」「（富澤）間違いないね!」という掛け合いのあと、伊達が「あれ？昨日まで何もなかったのに急に〇〇ができてる。興奮してきたなぁ!」といってネタに入るのが「お約束」となっている。コントを4分しかない『M-1グランプリ』仕様の漫才に作り変える際に、コントインする際のやりとりがもったいないということでこの掛け合いを取り入れた[23]。オチでは伊達が「もういいぜ!」とシメる。ちなみにこのシメ言葉は伊達のブログのタイトルにもなっている。また、「ちょっと何言ってるか分かんない」「なんで何言ってるか分かんねぇんだよ!」などサンドの代名詞とも言える定番の掛け合いがあり、多くのネタに盛り込まれている。
- 漫才のツカミ、またトーク番組等で何かやって欲しいと振られた時は30秒以下のショートコントをする事がある。トーク番組やワイドショー、営業先などでショートコントを演じる際にはオチの後に「はい、○○!」と番組名や地名などを叫ぶ。
- ネタ以外ではボケ・ツッコミの役割分担をあまり気にしない。過去には伊達がボケ、富澤がツッコミを担当した時期もありプライベートでは普段から伊達がボケたがるため、ラジオ番組やフリートークでは富澤が伊達に対して自然にツッコむ様子も頻繁に見られる。
- 単独ライブでは伊達がボケるネタも存在する（通称「男シリーズ」）。これらのネタは伊達が作っており、伊達曰く「台本はなくアドリブでやっている」とのことでネタ中では伊達の出すアドリブに富澤が堪えきれず本気で笑っている姿が確認される。
- 伊達は哀川翔のものまねをする事がある。単独ライブではこのキャラクターは“哀川チョウ”（チョウの漢字は毎回異なる）の名で、コントとして披露されている。ただ後半になるとほぼ地声に近づき、ものまねの精度が落ちてゆく。『サンドウィッチマンライブ2010 新宿与太郎音頭』の映像特典には哀川本人との対談が収録され、このものまねは「本人公認」となっている。伊達の他のものまねレパートリーには竹内力、野村克也、マツコ・デラックス、中尾彬、梅沢富美男、安倍晋三、阿部寛、郷里大輔などがある。
- 『ボキャブラ天国』（フジテレビ）の復活特番へ出演し、満点の30点を獲得した。
- サンドがデビューしてから現在まで全てのライブへ来ている熱狂的ファンの「小島さん」は、ファンの中でも名物的存在となっている。単独ライブツアーでは漫才の冒頭で、東京での初舞台から応援してくれているファンの「小島さん」をイジるのが恒例で時には「小島さん」がマイクを持った状態で座っていたり、「小島さん」にスポットライトが当たったりもする。しかしイジる時間が長いために公演時間も長くなりがちで、関係者から怒られるケースがある[24]。
- 最も影響を受けた芸人はバカルディ（現さまぁ〜ず）で、ライブのビデオやDVDで勉強していた[25]。また、東京ダイナマイトにも影響されている[26]。
- 『笑点』（日本テレビ）の演芸コーナーにも度々出演している。三遊亭円楽とは定期的に各地で「円楽 サンドウィッチマンの会」を開催し、立川志の輔とも落語会などで多く共演、さらに毎年『新春!お笑い名人寄席』（テレビ東京）に出演するなど落語家と同じ舞台に立つことも多い。
- 伊達がツッコむコントでは、ネタの入りで富澤にヤクザなどと間違えられ「お前見た目で判断すんなよ!」などとツッコむのがお約束。また、伊達の職業は見かけによらず堅気だが「遊園地のクレープ屋」「バッティングセンターの店員」「ヨガの先生」「女子プロレスのレフェリー」「図書館の司書」「粉チーズ工場の工員」「パン工場のあんパンにゴマをのせる工員」などどこか奇妙な設定が多い。
- ネタに出てくる企業名・店名・施設名等は、「ピザハットリ（ピザハット）」「ピザーワ（ピザーラ）」「もずくヘア（モッズヘア）」「スタジオアリノス（スタジオアリス）」「オールドジム（ゴールドジム）」「アービバビバ（アビバ）」「DEFマート（ABCマート）」「酒松屋（西松屋）」「紳士服のモナカ（コナカ）「カラオケ舘（カラオケ館）」「ダンディマウス（ダンディハウス）」「三本生命（日本生命）」「おじさんマークの引っ越しセンター（アリさんマークの引越社）」「アウト引越しセンター（アート引越センター）」「トミザワタケシ（マツモトキヨシ）」「西京東川（東京西川）」「ゼブラビール（キリンビール）」「個別教室のドライ（個別教室のトライ）」「MTT bocomo（NTT docomo）」「みどりな窓口（みどりの窓口）」「毎朝新聞（毎日新聞）」「読読新聞（読売新聞) 」「前楽園ゆうえんち（後楽園ゆうえんち）」「下野動物園（上野動物園）「真横イン（東横イン）」「あいつのレストラン（俺のフレンチ）」などパロディが多い。
- 2人とも美声を、主にボケに回った時には効果的に用いる。伊達はやや凄みを効かせた低音、富澤は滑らかなハイバリトン。

### 評価
- ビートたけしは「サンドウィッチマンの漫才は、真似しようと思ってもできない」「本当にいい腕をしている」と高く評価し、面白いと思う芸人の筆頭として必ずサンドの名を挙げている[27]。また、 松本人志（ダウンタウン）はテレビでネタを見ると思わずチャンネルを止めてしまう芸人が4〜5組しかいないことを明かした上でその筆頭としてサンドの名前を挙げ、2人の人柄とネタの面白さを絶賛した[28]。
- 『M-1グランプリ』で優勝を果たし売れっ子となった後も、「ネタを評価されて世に出させてもらったので、僕らは一生ネタをやり続ける[29]」というスタンスを貫き、数多くのレギュラー番組を抱えながら毎年オール新ネタの全国ツアーを開催している。小峠英二（バイきんぐ）は「M-1を優勝して、現在までのスタイルがすごく正解だと思う。ああいう感じで僕らもやっていきたい。理想というか目標ですね」と述べている。
- お笑い講師も務めるユウキロックは、コント漫才のスタイルでサンドが『M-1グランプリ』で優勝して以降、コント漫才を行う学生や若手漫才師が多くなったと語っている[30]。
- 日経エンタテインメント!や週刊文春の「好きな芸人ランキング」では、明石家さんま・タモリ・ビートたけしらお笑いBIG3と共に安定してトップ5へランクインしている。一方で「嫌いな芸人ランキング」には一切ランクインしないことからしばしば「好感度No.1芸人」と称される[31][32]。
- 株式会社アーキテクトが実施している「タレントパワーランキング」では総合1位の常連であり、2023年2月調査では2023年のWBCでMVPを獲得した大谷翔平を抑え1位に輝いている[33]。

## エピソード

### 共通点など
- コンビ仲が極めて良いのが有名。部活で知り合って以来の親友であり、ライブ中に入れる伊達のアドリブで笑いすぎてネタに集中できないという富澤からのクレームは何度もあるが、殴り合いなど2人の関係に影響するような喧嘩に発展した事は一度もない。
- 自著『復活力』に於いて「あいつが舞台で笑うのが、こっちも楽しいし、追いこまれる顔を見るのも好きだ」と述べている通り、伊達のアドリブは客ではなく富澤を笑わせるためのものであり、富澤が何度怒ってもある意味では狙い通りと伊達本人は一切気にしていない。今でも富澤は伊達のアドリブを快く思っていないが「結果的にネタが面白くなって（観客も笑って）いるからいいのかもしれない」と、態度を軟化させている[34]。
- 東京進出してから10年間、『M-1』優勝までコンビ2人でアパートに同居していた[35]。共に2009年にて結婚し、以降は各々妻子と生活しているが[36]、今でも両者は家族ぐるみの付き合いである。
- 子供は富澤が2人の息子、伊達は1人娘で分かれており、互いの子供達が付き合うとしたらという質問に対してどちらも「絶対に認めない」と反対はしないが、「一旦引き離す」「試練は与える」と簡単には認めるつもりもないと話している[37]。
- 2人とも身長は170 cm、体重は90 kg前後。ネタでは丸顔の伊達がデブキャラ扱いされるボケが多く、「お前もデブじゃねえか」といったツッコミがしばしば使われる。なお、トリオ時代のメンバーである浜田が同じ位の身長ながら50 kg台しかなかったため、サンドウィッチのようだということで『サンドウィッチマン』と命名した経緯がある（他の候補として三途の川、三角関係、三角州などがあった）。2017年の特別公演でロンドンを訪れた際、第11代サンドウィッチ伯爵のジョン・モンタギューと面会してサンドウィッチという芸名を今後も使用していいという公認を得た[38]。
- かつてはガラの悪そうな風貌からNHKを出入り禁止にされており、同局のお笑い番組『爆笑オンエアバトル』（NHK総合）への出場機会を得られなかった[39]。
- 地元のベガルタ仙台と東北楽天ゴールデンイーグルスのファン。2004年までは野球関連にさほど興味がなく、伊達は横浜ベイスターズ（現・横浜DeNAベイスターズ）の、富澤はヤクルトスワローズ（現・東京ヤクルトスワローズ）のファンだった。『M-1グランプリ』優勝以降は楽天絡みの仕事も多い。 ベガルタ仙台のユニフォームを着てバラエティに出る事が多い。
- 東北楽天ゴールデンイーグルスでは何度か始球式を行っているが、打者は通常は空振りするところ打ってしまうのが恒例となっている。
- コント仕込みの演技力にも定評があり、ドラマ・CM出演、アニメへの声の出演なども多い。売れる前はVシネマの端役で糊口を凌いでいたこともある。
- 新潟市水族館 マリンピア日本海には、プライベートで訪れてから2か月足らずの内に再度仕事として訪れることになった[40]。
- 2人とも、愛煙家でヘビースモーカーである。お互いの誕生日には相手の好みの銘柄のタバコを贈り合うという[41]。逆に、2人とも下戸であり[42]、体型と見た目から酒豪と勘違いされることも多いが、カルーアミルク2杯で吐いたことがあるほど弱い。しかし、伊達は、アルコールは口にしないものの、酒席は大好きで、スタッフや友人と飲み歩いている。
- 東北愛が強く、東北で番組を持ったり、伊達は東北の生地で作られたカバンを持ち歩いており、東北での仕事のたびにお土産を買って来ている．
- 2018年7月9日放送の『ZIP!』（日本テレビ）にてコンビ揃って「自分の人生を変えてくれた人は俺達を発掘してくれた日本テレビの五味一男さん」と答えており、著書『敗者復活』でも言及している[43]。

### M-1グランプリ
- 『M-1グランプリ』には2002年から出場し、2007年に敗者復活戦から決勝戦への進出を果たした。敗者復活戦の勝者が発表された際、決勝戦進出者のノブ（千鳥）が「エライやつが出てきた」と発言している[44]。
- ファーストラウンドでは敗者復活戦と同様に「街頭アンケート」を披露。既に最終決戦進出を決めていたトータルテンボスとキングコングを上回り、1位での最終決戦進出を果たす。審査員のオール巨人は「彼らがストレートで決勝に行けなかったのが不思議」、この年の最高評点である98点をつけた島田紳助も「トータルテンボスとキングコングと彼らが漫才師としてはめちゃくちゃ上手い。この3組の中で一番おもろかったから彼らに（96点+2点）プラスしました。このようなネタがもう1本あったら優勝だと思う」と評した。
- 最終決戦は3番手で「ピザのデリバリー」を披露。最終的に審査員7名中4名から票を獲得し、大会初となる敗者復活からの優勝を成し遂げた。
- 番組終了後の記者会見では、紳助が松本と「彼らが準決勝で落ちた理由が不可解だ」と話し合った旨を発言し、富澤は「伊達が途中で一瞬だけセリフを飛ばしてしまった」ことを明かした[45]。また、優勝賞金1,000万円の使い道を聞かれた際、2人は「アパートから引っ越す」と答えた[45]が、伊達は冗談半分で「親にあげる」とも発言した結果、賞金の贈呈式に2人の母親が現れて賞金を奪われるというドッキリが組まれることになった[46]。
- ケラリーノ・サンドロヴィッチは自身のブログにて、「優勝したサンドウィッチマンというコンビはまったく知らなかったけれど、明らかに一番面白かったから当然の結果だろう。特に一本めの街頭アンケートのネタは完璧といえるホンだった」と感想を述べている[47]。

### 東日本大震災
- 2011年3月11日、気仙沼港市場で『サンドのぼんやり〜ぬTV』（TBCテレビ）のロケ中に東日本大震災（東北地方太平洋沖地震）が発生し被災した。東北放送のスタッフの指示で安波山に避難したが[48]、津波で町が浸水した上に火災が発生して街中が火の海と化し、下山できない状況になった[49]。その後、気仙沼市内のホテルのロビーに避難した[50]。TBCスタッフが避難時の車内の様子や、大津波や火災の模様を撮影した映像は4月14日放送の『芸人記者 体当たりスクープSP』（TBSテレビ）にて放送された。翌朝、無事である旨をブログで報告[51]。TBC社屋へ向かう最中『久米宏 ラジオなんですけど』（TBSラジオ）、テレビ東京とフジテレビの災害特番に電話出演した。その日は双方の実家へ寄り肉親の無事を確認後、翌日10時間かけて東京へ戻った[52]。なお、ブログのコメント欄は安否情報の連絡掲示板として開放されている[53]。
- 2011年3月12日、伊達は公式ブログを更新。エントリー『みんな頑張れ!』[54]に『戦後、俺たちのじいちゃんやばぁちゃんは日本を復活させた。世界には奇跡と言われた日本の復興。必ず復興します! 日本をナメるな! 東北をナメるな!』という一文を掲載した。イギリスの新聞『インデペンデント』のジョン・マリン編集長は、編集部スタッフから「日本人の妻が感動的なブログを読んだ」と聞き、「震災の悲惨さを伝えるのも大切だが、人々を勇気づけるメッセージ発信も新聞の役割」と考えて、2011年3月13日の日曜版に「がんばれ、日本!（Don't give up Japan!）」「がんばれ、東北!（Don't give up Tohoku!）」の文字に日の丸を遇らった一面記事を掲載した[55]。なお上記の一文は英語に翻訳され、インデペンデント電子版に紹介されている[56]。
- 2011年3月15日、『DON!』（日本テレビ）に親族が罹災したフリーアナウンサーの生島ヒロシ[注 5]と共に出演。気仙沼市を襲った津波の様子などについて語った上で避難所の映像などを積極的に放送し、安否情報を得られるようにしてほしいと訴えた[57]。
- 2011年3月16日、記者会見で「“東北魂”東北地方太平洋沖地震義援金口座」と銘打った銀行口座を開設と募金活動の開始を発表[58][59]。2人で1,000万円を寄付し[60]、東北魂のロゴ入りチャリティグッズも販売を開始した[61]。富澤によれば和田アキ子からも電話がかかってきて、「何をしたらいいか教えてくれ、テレビ見てて辛い」と涙声だったという（これがホリプロ「あの鐘を鳴らすのはあなた基金」の開設へと繋がった）。また、『M-1』で審査委員長及び大会実行委員長を務めていた紳助などから「お前らが先頭切って動けばみんなも協力する」との激励があったことも明かしている[62][63][64]。5月27日、2人は宮城県庁を訪れ、義援金9,000万円の小切手とチャリティグッズのTシャツを、村井嘉浩宮城県知事に手渡した。26日までのわずか10日間で義援金口座には2万6297人から振込みがあり、チャリティーライブとチャリティグッズの収益を含め2億9,722万円が集まった。義援金は岩手県や福島県、宮城県など計6県に渡して回った。
- 2011年3月18日、以前からの目標であった『オールナイトニッポン』（ニッポン放送）のパーソナリティを、ニッポン放送のオファーに応える[65]形で初めて担当した。金曜パーソナリティはAKB48だったが、放送前日に一日限定での変更が発表されている[66][67]。昼夜安否情報を流していたTBCも「サンドウィッチマンが担当するのなら」と急遽2時間ではあるがオールナイトニッポンの放送を決定。番組に届けられたメール数は通常放送時の約5倍にあたる1万通であり、被災地からのメールが半数に上った[68]。この放送については、ライバル局であるTBSラジオでパーソナリティを務めていたバナナマンからも宣伝され、その様子を生放送中にリスナーからのFAXで伝えられた2人は「涙が出そうなほど嬉しい」と語った。またこの番組の後、『サンドウィッチマンの10分もらえたぜ!』（TBSラジオ）を担当する運びとなった。
- 普段から月に何度も被災地を訪問している2人は、自身が設立した「東北魂義援金」に集まった額を被災した各県に届け、また毎年3月11日には気仙沼に足を運んで14時46分に黙祷を捧げ、震災を風化させない活動を続けている[69]。その活動が評価され、2012年5月1日、日本財団により「被災地で活動した芸能人ベストサポート」に選出され、表彰されている[70]。なお、2017年3月時点での被災地への寄付額の合計は4億円を超えている[71]。
- 2013年、国土交通省の気象庁災害啓発ポスターに起用された。
- 同年、“希望”がテーマとなっている、映画『それいけ!アンパンマン とばせ! 希望のハンカチ』でゲスト声優を務めた。
- 以前はネタの中に「死ぬ」という単語が登場する機会があったものの、震災後は一切やめている。「簡単に出せない言葉だし、コンビ間でも出したくない」と話している[72]。

## 賞レースにおける成績・受賞歴

### M-1グランプリ
| 年     | 結果       | エントリーNo. | 備考                                  |
| ------ | ---------- | ------------- | ------------------------------------- |
| 2002年 | 1回戦敗退  |               |                                       |
| 2003年 | 1回戦敗退  |               |                                       |
| 2004年 | 2回戦敗退  | 2314          |                                       |
| 2005年 | 準決勝敗退 | 1801          |                                       |
| 2006年 | 準決勝敗退 | 3884          |                                       |
| 2007年 | 優勝       | 4201          | 敗者復活組、ファーストラウンド1位通過 |

### キングオブコント
| 年     | 結果   | 備考                  |
| ------ | ------ | --------------------- |
| 2009年 | 準優勝 | ファーストステージ1位 |

### その他
- 2009年
  - 東京スポーツ 第9回ビートたけしのエンターテイメント賞 日本芸能大賞（2009年）
- 2021年
  - 第58回ギャラクシー賞 テレビ部門 個人賞（2021年）[75]
- 2023年
  - 第60回ギャラクシー賞 テレビ部門 選奨「サンドウィッチマン&芦田愛菜の博士ちゃん」新春3時間SP（テレビ朝日）[76]
  - 同 ラジオ部門 選奨「サンドウィッチマン ザ・ラジオショーサタデー」（ニッポン放送）[76]

## 大使就任歴
2025年2月時点で委嘱されている役職は以下の通り。
- みやぎ絆大使
- 東北楽天ゴールデンイーグルス応援大使
- 東北楽天ゴールデンイーグルス20周年アンバサダー
- ベガルタ仙台・市民後援会名誉会員
- 喜久福親善大使
- 宮城ラグビー親善大使
- みなと気仙沼大使
- 松島町観光親善大使
- 伊達美味PR大使
- 伊達なふるさと大使
- 富士つけナポリタン親善大使
- 石巻おでん大使
- 石巻観光大使
- 仙台市スペイン友好大使
- 東京2020聖火リレー公式アンバサダー
- 口腔ケアアンバサダー
- 仙台観光アンバサダー
- 会津若松市観光大使

## 作品

### 映像作品（DVD）

#### 単独ライブ
ライブツアー2017以降はLoppi・HMV限定販売。
| タイトル                                 | サブタイトル     | 発売日                                     | 規格品番                             |
| ---------------------------------------- | ---------------- | ------------------------------------------ | ------------------------------------ |
| サンドウィッチマンライブ2007             | 新宿与太郎哀歌   | 2008年3月5日（旧版） 2010年8月27日（新版） | CCRA-7022（旧版） AVBF-29577（新版） |
| サンドウィッチマンライブ2008             | 新宿与太郎行進曲 | 2008年12月10日                             | AVBF-26999                           |
| サンドウィッチマンライブ2009             | 新宿与太郎狂騒曲 | 2010年2月3日                               | AVBF-29577                           |
| サンドウィッチマンライブ2010             | 新宿与太郎音頭   | 2011年2月25日                              | AVBF-29885                           |
| サンドウィッチマンライブ2011             | 新宿与太郎完結篇 | 2012年2月3日                               | AVBF-49055                           |
| サンドウィッチマンライブツアー2012       |                  | 2013年2月6日                               | AVBF-49993                           |
| サンドウィッチマンライブツアー2013       |                  | 2014年2月5日                               | AVBF-74096                           |
| サンドウィッチマンライブツアー2014       |                  | 2015年2月4日                               | EYBF-10067                           |
| サンドウィッチマンライブツアー2015       |                  | 2016年3月2日                               | EYBF-10536                           |
| サンドウィッチマンライブツアー2016       |                  | 2017年3月29日                              | EYBF-10985                           |
| サンドウィッチマンライブツアー2017       |                  | 2018年4月27日                              | GPCM-001                             |
| サンドウィッチマンライブツアー2018       |                  | 2019年3月22日                              | GPCM-002                             |
| サンドウィッチマンライブツアー2019       |                  | 2020年3月25日                              | GPCM-003                             |
| サンドウィッチマンライブツアー2020～2021 |                  | 2022年3月30日                              | GPCM-004                             |
| サンドウィッチマンライブツアー2022       |                  | 2023年3月29日                              | GPCM-006（DVD） GPCM-007（Blu-ray）  |
| サンドウィッチマンライブツアー2023       |                  | 2024年3月27日                              | GPCM-010（DVD） GPCM-011（Blu-ray）  |
| サンドウィッチマンライブツアー2024       |                  | 2025年5月28日                              | GPCM-013（DVD） GPCM-014（Blu-ray）  |

#### M-1グランプリ
| タイトル                 | サブタイトル                                 | 発売日        | 規格品番      | 備考                           |
| ------------------------ | -------------------------------------------- | ------------- | ------------- | ------------------------------ |
| M-1グランプリ2005 完全版 | 本命なきクリスマス決戦! “新時代の幕開け”     | 2006年4月26日 | YRBY-50040    | 敗者復活戦に出演               |
| M-1グランプリ2006 完全版 | 史上初!新たなる伝説の誕生 〜完全優勝への道〜 | 2007年3月30日 | YRBY-50074    | 敗者復活戦に出演               |
| M-1グランプリ2007 完全版 | 敗者復活から頂上へ 〜波乱の完全記録〜        | 2008年3月19日 | YRBY-90032    |                                |
| M-1グランプリ the FINAL  | PREMIUM COLLECTION 2001-2010                 | 2011年3月9日  | YRBY-90369    |                                |
| M-1グランプリ2015 完全版 | 5年分の笑撃 〜地獄からの生還…再び〜          | 2016年12月2日 | YRBN-91035    | 富澤のみ（決勝戦審査員として） |
| M-1グランプリ2018        | 〜若き伏兵はそこにいた〜                     | 2019年5月29日 | YRBN-91292    | 富澤のみ（決勝戦審査員として） |
| M-1グランプリ2019        | 〜史上最高681点の衝撃〜                      | 2020年6月3日  | YRBN-91384    | 富澤のみ（決勝戦審査員として） |
| M-1グランプリ2020        | 〜漫才は止まらない!〜                        | 2021年6月16日 | YRBN-91450    | 富澤のみ（決勝戦審査員として） |
| M-1グランプリ2021        | 大漫才時代 〜人生、変えてくれ〜              | 2022年6月8日  | YRBN-91507    | 富澤のみ（決勝戦審査員として） |
| M-1グランプリ2022        | 〜新時代!漫才を塗り替えろ。〜                | 2023年6月14日 | YRBN-91557-58 | 富澤のみ（決勝戦審査員として） |
| M-1グランプリ2023        | 〜『爆笑が、爆発する。』〜                   | 2024年6月26日 | YRBN-91593-4  | 富澤のみ（決勝戦審査員として） |

#### サンドウィッチマンのエンタねた
| タイトル                                                             | 発売日        | 規格品番   |
| -------------------------------------------------------------------- | ------------- | ---------- |
| サンドウィッチマンのエンタねた vol.1：エンタの神様ベストセレクション | 2008年9月19日 | VPBF-13223 |
| サンドウィッチマンのエンタねた vol.2：エンタの神様ベストセレクション | 2008年10月8日 | VPBF-13224 |
| サンドウィッチマンのエンタねた vol.3：エンタの神様ベストセレクション | 2010年5月26日 | VPBF-13452 |
| サンドウィッチマンのエンタねた vol.4：エンタの神様ベストセレクション | 2010年5月26日 | VPBF-13453 |

#### 東北魂TV
| タイトル   | サブタイトル                       | 発売日        | 商品コード |
| ---------- | ---------------------------------- | ------------- | ---------- |
| 東北魂TV   | -THE TOHOKU SPIRIT-                | 2012年3月7日  | PCBG-51940 |
| 東北魂TV 2 | -THE TOHOKU SPIRIT-                | 2012年12月5日 | PCBP-52818 |
| 東北魂TV   | 〜みちのく元気旅でお腹いっぱい編〜 | 2014年6月27日 | AVBF-74464 |
| 東北魂TV   | 〜世間をあざむくニューハーフ編〜   | 2014年6月27日 | AVBF-74463 |
| 東北魂TV   | 〜ギターをなくしたバンドマン編〜   | 2014年6月27日 | AVBF-74462 |

#### サンドウィッチマンのご当地アイドル発掘団
| タイトル                                             | サブタイトル    | 発売日         | 規格品番   |
| ---------------------------------------------------- | --------------- | -------------- | ---------- |
| サンドウィッチマンのご当地アイドル発掘団 VOL.1       | 名古屋編        | 2011年7月21日  | DSTD-03411 |
| サンドウィッチマンのご当地アイドル発掘団 VOL.2       | 埼玉＆赤羽編    | 2011年8月5日   | DSTD-03412 |
| サンドウィッチマンのご当地アイドル発掘団 VOL.3       | 浜松編          | 2011年9月21日  | DSTD-03413 |
| サンドウィッチマンのご当地アイドル発掘団 VOL.4       | 大阪編          | 2011年10月21日 | DSTD-03414 |
| サンドウィッチマンのご当地アイドル発掘団 VOL.5       | 大阪&渋谷編     | 2011年11月21日 | DSTD-03415 |
| サンドウィッチマンのご当地アイドル発掘団 VOL.6       | 秋葉原&六本木編 | 2011年12月9日  | DSTD-03416 |
| サンドウィッチマンのご当地アイドル発掘団 VOL.7〈完〉 | 群馬&夏祭り! 編 | 2012年1月21日  | DSTD-03417 |

#### ぜんぶウソ
| タイトル         | 発売日         | 規格品番   |
| ---------------- | -------------- | ---------- |
| ぜんぶウソ Vol.1 | 2009年11月27日 | VPBF-13378 |
| ぜんぶウソ Vol.2 | 2019年12月23日 | VPBF-13379 |
| ぜんぶウソ Vol.3 | 2010年1月27日  | VPBF-13380 |
| ぜんぶウソ Vol.4 | 2010年1月27日  | VPBF-13381 |
| ぜんぶウソ Vol.5 | 2010年2月24日  | VPBF-13382 |
| ぜんぶウソ Vol.6 | 2010年2月24日  | VPBF-13383 |

#### その他
- ハチワンダイバー パーフェクトエディション DVD-BOX（PCBC-61430）
- お台場お笑い道（VIBZ-5096）
- サンドのぼんやり〜ぬTV Vol.1 『真夏のサンド・水着オリンピック!』（TCED-527）
- サンドのぼんやり〜ぬTV Vol.2 『富澤の血液型・34年目の真実!』（TCED-528）
- 漫才サミット 〜実力派漫才師・ 笑いの頂上会談〜（YRBN-90557）
- 熱烈! ホットサンド! vol.1 愛すべき俺たちの商店街編（EYBF-10534）
- 熱烈! ホットサンド! vol.2 ディープ!北海道探険隊編（EYBF-10535）
- 東京ダイナマイト&サンドウィッチマンの漫才先生 in パラオ（CCRE-8836）

### シングルCD
- サンドウィッチマンのラジオやらせろ!「サンドウィッチマンのラジオやらせろ!（仮） ひと口ラジオ」（せんだい泉エフエム放送）
- サンドウィッチマン&及川奈央「天晴れババンバン!」（2011年10月26日、ベルウッド・レコード）
- 花は咲くプロジェクト「花は咲く」（2012年5月23日、flying DOG）
- MONKEY MAJIK × サンドウィッチマン「ウマーベラス」（2018年8月31日、binyl records）
- 水森かおり&萬みきお&富澤たけし「笑顔で遠回り」（2019年1月22日、徳間ジャパンコミュニケーションズ）

### 参加作品
- Kis-My-Ft2「お疲れ様です! feat.サンドウィッチマン」（2025年5月21日発売のKis-My-Ft2 アルバム『MAGFACT』収録曲、2025年4月21日配信）

## 出演

### テレビ番組

#### 現在の出演番組
レギュラー
- サンドのぼんやり〜ぬTV（2008年4月22日 - 、東北放送）
- 帰れマンデー見っけ隊!!（2016年10月2日 - 、テレビ朝日）[注 6]
- 10万円でできるかな（2017年10月3日 - 、テレビ朝日） - 見届け人
- 坂上どうぶつ王国（2018年10月12日 - 、フジテレビ）
- THE突破ファイル （2018年10月25日 - 、日本テレビ）- 解答者
- サンドウィッチマン&芦田愛菜の博士ちゃん（2019年10月12日 - 、テレビ朝日）- MC
- ウワサのお客さま（2019年10月25日 - 、フジテレビ）- MC
- バナナサンド（2020年7月1日 - 、TBS）- MC
- ゴルフメンタリー「サンドウィッチマン伊達とナイツショット！」（2023年6月2日 - 、ゴルフネットワーク）- 出演（伊達）、ナレーション（富澤）
- かのサンド（2025年4月20日 - 、フジテレビ）、MC

不定期出演
- 笑点（2007年11月11日 - 、日本テレビ） - 演芸に年1回ほど出演
- ピタゴラスイッチ「ねんどれナンドレラッツの跡じまん」（2015年4月4日 - 、NHK Eテレ） - ねんどれ・ナンドレ 役（声の出演）
- アメトーーク!（テレビ朝日）

#### 過去の出演番組
レギュラー・準レギュラー
- エンタの神様 （2005年5月28日 - 2010年、日本テレビ） - キャッチコピーは「ボリューム感の挟み打ち」→「お笑い界のアウトレイジ」
- 笑殿（2008年8月2日 - 9月27日、日本テレビ）
- ぜんぶウソ（2009年10月3日 - 12月26日、日本テレビ） - 準レギュラー
- ワンダフル東北「おいしい闘技場」（2010年度、NHK仙台） - メインMC
  - 別冊 あさイチ おいしい闘技場決勝大会（2011年5月5日、NHK総合） - メインMC
- 地デージンの地デジ知っ得ナットク講座（2010年、NHK仙台）
- 情報満喫バラエティ 週末にしたい10のこと!（2011年4月8日 - 2012年9月28日、日本テレビ）
- サンドウィッチマンのご当地アイドル発掘団（2011年4月2日 - 7月9日、TOKYO MX）- MC
- 今夜もドル箱!!S → 今夜もドル箱V（2011年4月5日 - 2016年9月27日、テレビ東京）- MC
- NHK高校講座・地理（2011年4月22日 - 2014年2月28日、NHK Eテレ）- MC
- 東北魂TV （2011年10月16日 - 2021年3月21日、BSフジ） - メインキャスト
- 東北発☆未来塾（2012年4月6日 - 2017年3月25日、NHK Eテレ) - MC
  - 明日へつなげよう（NHK総合) 
    - 未来塾（2017年5月7日 - 2020年11月1日) - MC
    - サンドウィッチマンの東北酒場で逢いましょう（2018年9月23日 - 2021年2月7日） - MC
- SANDWICH-MAN QUIZ THE PRICE SHOW（2012年10月6日 - 2013年7月27日、チバテレ） - MC（伊達）、解答者（富澤）
  - SANDWICH-MAN QUIZ THE PRESEN SHOW（2013年9月7日 - 2014年3月29日、チバテレ）- MC
- 女子アナの罰（2012年7月16日 - 2014年3月26日、TBS） - MC（伊達）、ナレーション（富澤）
- ひまの湯（2013年5月5日 - 2014年3月30日、札幌テレビ）[78]
- 七人のコント侍（NHK BSプレミアム）
  - 第1期（2013年4月 - 5月） - パイロット版2回及び、伊達のみ
  - 第2期（2013年6月 - 8月） - 富澤のみ
  - 第6期（2014年4月 - 7月） - 伊達のみ
  - 第10期（2015年6月 - 7月） - 伊達のみ
- 東北Z「サンドウィッチマンのどうなってる?」（2013年8月 - 2014年10月17日、NHK仙台）- MC
- サンドウィッチマンの週刊サンド新聞社（2014年4月5日 - 5月31日、チバテレ）
- 熱烈!ホットサンド!（2014年4月6日 - 2021年3月27日、札幌テレビ）- MC[79]
- バイキング（2014年4月7日 - 2019年3月26日、フジテレビ）- 月曜→火曜レギュラー[80][81][82][83][84][85]
- 紅リサーチ（2014年10月1日 - 2015年3月、テレビ朝日）- MC
- KEYABINGO!（2016年7月5日 - 2018年6月26日、日本テレビ）- MC
- 聞きにくい事を聞く（2015年10月8日 - 2016年9月29日、テレビ朝日）- MC
- 濃厚凝縮ドキュメント 五分館（2017年4月23日 - 6月27日、テレビ朝日）- MC
- イッテンモノ!（2017年10月5日 - 2018年9月26日、テレビ朝日）
- サンドウィッチマンのぶらり即席コントの旅（2017年10月7日 - 12月23日、東北放送）
- キュリオス 〜好奇心の向こう側〜（2017年10月7日 - 2018年3月31日、フジテレビ）
- なかい君の学スイッチ（2017年10月16日 - 2018年9月25日、TBS）- 準レギュラー
- ネタサンド! → 二刀流道場（お願い!ランキング内番組、2018年8月30日 - 2021年4月15日、テレビ朝日）- MC
- 中居くん決めて!（2018年10月22日 - 2020年3月23日、TBS） - 準レギュラー
- サンドのお風呂いただきます（2019年4月3日 - 2021年9月22日、NHK総合）- MC
- サンド道楽（2021年4月4日 - 2022年9月18日、BSフジ） - MC
- お笑い実力刃 → 証言者バラエティ アンタウォッチマン!（2021年4月21日 - 2025年3月18日、テレビ朝日）- MC
- 朝ドラ1週間・おかえりモネ第○週（2021年5月22日 - 10月29日、NHK総合） - MC[86]
- ロコだけが知っている（2021年9月29日 - 2023年3月8日 、NHK大阪放送局） - MC
- サンドウィッチマンのどうぶつ園飼育員さんプレゼン合戦 ZOO-1グランプリ（2022年4月26日 - 2023年2月28日、CBCテレビ）- MC
- サンドナイツがプロ野球選手だけの居酒屋はじめました（2023年1月6日 - 3月24日、テレビ東京）- MC
- サンドどっちマンツアーズ（2023年4月9日 - 2024年2月25日 、NHK大阪放送局） - 社長（伊達）、副社長（富澤）

不定期出演
- 快傑えみちゃんねる（2008年 - 2020年、関西テレビ）
- 1億人の大質問!?笑ってコラえて!（2008年 - 2015年、日本テレビ）
- とんねるずのみなさんのおかげでした（2008年9月4日 - 、フジテレビ） 「新・食わず嫌い王決定戦」「モジモジくん」「全落・水落シリーズ」「とんねるずを泊めよう!」などのコーナーに出演
- ウォッチン!みやぎ（TBCテレビ） - 「ぼんやり〜ぬTV」ロケ出発前にたびたび出演していた。
- ザ!世界仰天ニュース（日本テレビ）
- ロンドンハーツ（テレビ朝日）
- ウンナン極限ネタバトル! ザ・イロモネア 笑わせたら100万円（TBS）
- 石川遼スペシャル RESPECT 〜ゴルフを愛する人々へ〜（2011年1月3日 - 2012年1月1日、テレビ東京）
- 超入門!落語 THE MOVIE「長短」（2016年12月7日、NHK総合） - 短七さん 役（伊達）、長さん 役（富沢）

#### 特別番組
現在
- 新春!お笑い名人寄席（2011年1月2日 - 、テレビ東京） - 「サンド軍VSナイツ軍ネタ合戦」進行
- サンドのこれが東北魂だ（2012年1月29日 - 、東北放送）- MC
- エンタの神様（2012年4月7日 - 、日本テレビ）
- THE MANZAI マスターズ（2015年12月20日 - 、フジテレビ） - 全回出演
- 病院ラジオ（2018年8月9日 - 、NHK総合）- キャスター[87]
- 〇〇に井戸を掘る!（2019年7月27日・12月11日・2023年10月1日、テレビ東京） - MC
  - サンドウィッチマンの井戸を掘る!（2025年1月12日、テレビ東京） - MC
- 鶴瓶×サンドシリーズ（2020年3月22日 - 、関西テレビ） - MC
- サンド×石井シリーズ（2020年8月1日・12月26日・2023年2月1日 - 、フジテレビ）- MC
- THE CONTE（2023年1月28日 - 、フジテレビ） - トップバッターで出演
- 坂上・サンド東北旅シリーズ（2023年3月12日 - 、フジテレビ）- MC[88][89][90]
- サンドウィッチマンの禁断ランキング!（2024年4月13日 - 、テレビ朝日）- MC
- 土曜プレミアム（フジテレビ）
  - サンドの禁断の一騎打ち（2024年6月1日 - ）- MC
  - サンドウィッチマン×かまいたち ビッグオセロ （2025年2月1日）- サンド軍（白キング）
- 帰れマンデーpresents 全国大衆食堂グランプリ（2025年1月18日 - 、テレビ朝日） - MC

過去
- 初詣!爆笑ヒットパレード（2008年1月1日 - 2018年1月1日、フジテレビ）
- 関根&優香の笑うシリーズ（2008年1月2日 - 2014年1月5日、テレビ朝日）
- 全国高等学校クイズ選手権（2009年9月4日・2011年9月9日、日本テレビ）- 地区大会応援パーソナリティー
- 史上空前!! 笑いの祭典 ザ・ドリームマッチ（2010年1月2日 - 2013年1月1日・2020年4月11日、TBS）
- 芸人記者 体当たりスクープSP（2010年4月9日 - 2011年4月14日、TBS） - 芸人記者
- TBC夏まつり（2010年7月24日 - 2016年7月30日、東北放送） - MC
- 北野演芸館 〜たけしが本気で選んだ芸人大集結SP〜（2011年9月28日 - 2014年3月30日、毎日放送）
- NHK紅白歌合戦（2011年12月31日・2012年12月31日・2018年12月31日 - 2020年12月31日、NHK総合・ラジオ第1）[注 7]
- 哀すべきエーッ!?な人たち さまぁ〜ずカトゥサンド（2013年1月3日、日本テレビ）- MC
- 笑いの王者が大集結!ドリーム東西ネタ合戦（2014年1月1日 - 2024年1月8日、TBS）- 東軍 メンバー
- 復活!冬の祭典2014（2014年2月15日、テレビ信州）- 総合司会
- クイズ国民の9割（2014年8月2日、フジテレビ） - MC
- 日曜ビッグバラエティ（テレビ東京）
  - 世界が注目するニッポンのスゴ腕漁師!!（2014年8月3日 - 2015年8月2日） - MC
  - バイキング家族（2015年4月10日 - 2016年5月8日） - MC
  - 世界の仰天!健康法23連発“何でそれ効くの?”（2016年12月11日） - MC（伊達）プレゼンター（富澤）
  - いつものゴハンを1から作る（2020年3月15日） - MC
  - サンド軍VSナイツ軍!とっておき激推し芸人ネタバトル!（2021年9月5日） - MC
- 不躾ですが、ドキドキな発表の瞬間立ち会わせて下さい。（2014年9月1日 - 22日、テレビ東京）- MC
- のどじまんTHEワールド!（2014年10月4日・2016年10月26日、日本テレビ）
- サンドウィッチマンの歴史コント「サムライ宣教師クルーズ」（2014年12月19日、NHK BSプレミアム）
- 爆笑問題の検索ちゃん 芸人ちゃんネタ祭り（2014年12月26日・2015年12月25日、テレビ朝日）
- 速報!有吉のお笑い大統領選挙（2014年12月29日 - 2015年12月29日、テレビ朝日） - 候補者
- 特報テレビ コレスポンダー（2014年12月29日、フジテレビ） - MC
- サンド&ナイツの一笑懸命（2015年3月22日、BSジャパン） - MC
- ENGEIグランドスラム（2015年5月30日 - 2020年3月28日、フジテレビ）
- ネプ&ローラの爆笑まとめ!（2015年11月28日 - 2017年12月21日、TBS）
- BSフジ開局15周年記念 竹山・華大・岡田・ブラマヨ・サンド大集結! BSフジ人気番組 冬の祭典SP!!（2015年12月5日、BSフジ）
- お笑いチャンピオンステージ（2016年1月9日、BSジャパン） - MC
- わたしはワケあり成功者 〜ドン底からの逆転学〜（2016年3月7日 - 11月30日、テレビ東京） - MC
- サンドウィッチマンのプロ野球開幕!（2016年3月20日 - 4月1日、NHK BS1） - MC
- サンドの仰天!田舎めぐりみちのくなんじゃこりゃ探検隊（2016年6月5日、フジテレビ）
- さまノーベル賞（2016年6月17日、TBS） - プレゼンター
- ビートたけしのオワラボ（2016年12月28日・2017年12月29日、フジテレビ）- 研究員
- 街角出題バラエティQ人サン（2017年1月2日、フジテレビ） - MC（天の声）
- 新春生放送!東西笑いの殿堂 （2017年1月3日 - 2019年1月3日、NHK総合）
- お悩み!サンドウィッチマン（2017年1月7日、テレビ朝日） - MC
- まさかの事態に備えよ!マニュアルそうさく隊（2017年4月1日、フジテレビ） - MC
- ネクストブレイク「最強のネット錬金術師No.1決定戦!錬金王」（2017年6月18日・25日、日本テレビ） - 見届け人
- サンドウィッチマンの超豪華VS超激安どっち派ジャーニー ～夏の東北!激ウマ名湯旅～（2017年7月2日、フジテレビ）
- いつか来る日のために 証言記録スペシャル（2017年9月2日 - 2019年6月29日、NHK総合） - 司会
- サンバリュ「外国人観光客に思い切って注意してみました ニッポンのマナー」（2017年9月3日、日本テレビ） - 見届け人
- 未来をつくりだすTV POWER of TOHOKU（2017年11月3日、テレビ東京） - ナビゲーター
- ウチの子、ニッポンで元気ですか?（2017年12月23日 - 2019年12月24日、TBS） - MC
- 俺のこと知ってる!?イン・ザ・ワールド（2017年12月30日、テレビ東京） - 見届け人
- 獲れ高見せてください（2017年12月31日、テレビ朝日） - MC
- 新春!ニッポンにぎわいリレー!（2018年1月1日・2019年1月1日、NHK総合）
- サンドのお風呂いただきます（2018年1月4日 - 11月17日・2022年1月2日、NHK総合）- MC
- 実家、片付けてみませんか?（2018年1月20日 - 7月25日、TBS） - MC
- スマホで自撮り 芸能人ご当地愛バトル（2018年2月3日、毎日放送） - MC
- 土曜☆ブレイク（TBS）
  - 世界!銅像になったニッポン人!（2018年2月17日・8月25日） - MC
  - ニッポン漂流物大調査 どうしてこれが海岸に?（2018年8月11日） - MC
  - 町の真実どっちでショー!?（2019年7月20日） - MC
  - 爆笑!オールフォーワン（2019年8月31日） - サンドウィッチマンチーム リーダー
- 金曜プレミアム「密着! なぜソッチの人生選んだの?」（2018年3月9日、フジテレビ）- MC
- 超体感!エクストリーム・ミッション（2018年3月29日、NHK総合） - MC
- 運命のカウントダウン ～ラストデイ～（2018年4月21日、テレビ朝日） - MC
- 行けるトコまで接近中（2018年5月12日 - 7月13日、テレビ朝日） - MC
- 終着駅からはじめちゃう?!（2018年6月3日 - 2023年7月4日、仙台放送） - MC
- キタイチ「全部ワタシが問題です」（2018年6月16日、テレビ朝日） - MC
- 豪華芸能人まさかのOK!?ミラクルオファー（2018年6月29日、読売テレビ） - MC
- ものほん ～ウワサの東北見聞録～（2018年7月1日 - 2020年1月17日、NHK仙台放送局）- MC
- 笑アニさまがやってくる!（2018年7月16日 - 2019年12月24日、NHK総合） - MC
- サンドウィッチマンのNG調査団!!（2018年8月4日、フジテレビ） - MC
- ニチファミ!「密着!〇〇でワケあり旅人に便乗してみました。」（2018年8月19日・11月25日、フジテレビ） - MC
- 24時間テレビ 愛は地球を救う41（2018年8月25日・26日、日本テレビ） - 番組パーソナリティー
  - 24時間テレビ 愛は地球を救う43（2020年8月22日・23日、日本テレビ） - 「エンタで24時間」MC
- 天空のスペクタクル ～オーロラ・四季の絶景～（2018年12月25日、NHK総合） - 司会
- サンド&千鳥のイイ意味でヤバい夫婦（2018年12月31日、テレビ朝日） - MC
- 第29回JNN企画大賞 不思議ジャパン、世界へ! ～宙に浮かぶ茶室～（2019年1月19日、信越放送） - MC
- サンドウィッチマン&芦田愛菜のぶっつけ教室 博士ちゃん （2019年2月2日・6月1日、テレビ朝日） - MC
- 有頂ヘン列島!（2019年2月16日、フジテレビ） - MC
- サンドウィッチマン永野のNo.1決めてみた（2019年3月6日 - 20日、フジテレビ） - MC
- サンド・一茂の採用!?ワタシの法則（2019年3月24日、フジテレビ） - MC
- バナナサンド（2019年4月4日 - 2020年5月5日、TBS）- MC
- 平成スポーツあったなぁ大賞（2019年4月7日、TBS）- MC
- 中京テレビ開局50年 国際中継クイズバトル!世界のおうち ヒックリカエシマSHOW（2019年5月14日、中京テレビ） - MC
- サンドウィッチマンのバズれ!アスリートTuber（2019年6月8日・9月15日、日本テレビ） - MC
- 笑撃映像を徹底リサーチ! 日本の国民的アレ、世界ではコレでした。（2019年9月1日、フジテレビ） - MC
- TKO×サンドウィッチマンのおっさんず4（2019年9月28日、関西テレビ）
- 上沼恵美子×坂上忍の東西べしゃり歌合戦（2019年11月1日、フジテレビ） - 応援団
- 中京テレビ開局50年 池上彰と考える“フェイクニュース”〜サンドウィッチマンさん、そのハナシ信じていいの!?〜（2019年11月23日、中京テレビ）- MC
- バズってるあの場所 掘ってみた（2020年2月1日・12月1日、毎日放送） - MC
- 芸能人ハローワーク ウチの後輩、大丈夫ですか?（2020年2月2日・3月1日・2023年9月8日、テレビ朝日） - MC
- サンドウィッチマンが認知症とガチで向き合ってみましたTV（2020年2月11日、CBCテレビ）- MC
- サンドさん家と隣のフツーじゃない家族（2020年2月16日、関西テレビ）- 母親（伊達）父親（富澤）
- サンドの時代屋はじめました（2020年2月19日、NHK総合） - 司会
- サンドウィッチマンの脱落テスト!（2020年7月6日 - 9月14日、テレビ東京） - MC
- ネタの間にお題をはさめ!ネタサンドSP（2020年7月11日、テレビ朝日） - MC
- お笑い二刀流 MUSASHI（2020年8月8日 - 2021年2月15日、テレビ朝日） - MC
- ただ今、コント中。（2020年8月29日 - 2022年11月26日、フジテレビ）
- サンドウィッチマンのどうぶつ園飼育員さんプレゼン合戦 ZOO-1グランプリ（2020年9月13日 - 2021年11月30日、CBCテレビ）- MC
- ロコだけが知っている（2020年11月11日 - 2021年7月7日、NHK大阪放送局）- MC
- 東北サンドの隣の県は青かった!?（2021年1月2日、東日本放送）
- 発進!ミライクリエイター（2021年1月16日 - 2024年3月2日、テレビ朝日） - MC
- サンドウィッチマンの思い出レシピ ～みんなで語る3.11～（2021年3月7日、NHK総合） - MC
- 爆笑サンデースペシャル（2021年3月28日・2022年3月27日、BSフジ）
- サンドの日本一めんどくさ〜い料理店（2021年5月27日 - 2022年4月22日、フジテレビ）- MC
- ドリフに大挑戦スペシャル（2021年9月26日・2023年1月1日、フジテレビ）
- テレ朝バラエティMC芸人 夢の共演スペシャル!!（2021年11月7日・2024年2月17日、テレビ朝日）
- 帰って来ちゃった熱烈!ホットサンド!SP（2021年12月29日 - 2023年6月2日、札幌テレビ）- MC
- サンドウィッチマンのスポーツ・ネンイチ（2021年12月29日・2022年12月25日、TBS）- MC
- 笑って年越したい!!笑う大晦日（2021年12月31日・2022年12月31日、日本テレビ）
- オモイデイーツ お届けバラエティ（2022年9月3日、札幌テレビ） - MC
- サンドどっちマンツアーズ（2022年9月21日・2023年2月22日、NHK大阪放送局）- 社長（伊達）、副社長（富澤）
- ニッポンの歌ヂカラ! 〜歌い継がれるあのメロディー〜（2022年11月12日・2024年2月17日、テレビ東京） - MC
- サンドウィッチマンのジェラシーの館（2022年12月3日、日本テレビ） - MC
- サンドウィッチマンの憧れのガチ勢さん（2022年12月24日・2023年4月11日、TBS） - MC
- もう一度、逢いたくて旅にでた。（2023年2月14日、日本テレビ）- MC
- 火曜NEXT!「サンドウィッチマンの衝撃ギャップ」（2023年6月20日・27日、フジテレビ） - 判定委員長
- さんまのまんま（2023年7月7日・2025年7月25日、関西テレビ）
- サンドウィッチマンの今日、けじめまSHOW（2023年10月7日、CBCテレビ）- MC
  - サンドウィッチマンと最高のシメ 〜人生最後に何をする?〜（2024年10月5日、CBCテレビ）- MC
- 令和vs平成vs昭和 アニソンランキング（2023年10月7日、テレビ朝日） - MC
  - 1万人が選ぶ!ついに決定! 令和・平成・昭和 お菓子ランキング（2023年12月23日、テレビ朝日）  - MC
- 出張!サンド屋台（2024年1月2日・4月12日、TBS） - MC
- TBS系人気番組対抗!オールスタードッキリ祭（2024年1月7日、TBS） - MC
- サンドウィッチマン結成25周年記念! 東北凱旋ツアーSP（2024年3月10日、BSフジ）
- 激突めしあがれ（2024年3月17日・8月21日、NHK総合）- MC
- サンド伊達のコロッケあがってますSP 祝レギュラー! メデタイから富澤さんも来ちゃったin仙台（2024年3月31日、BS-TBS）
  - サンド伊達のコロッケあがってます 祝!1周年 今年も富澤さん来ちゃったよSP（2025年3月30日、BS-TBS）
- サンドのパリ五輪総集編（2024年8月12日、テレビ朝日）- MC
- サンド気になるマン!街のスゴいアンタ（2024年10月13日、テレビ朝日）
- 日本全国!愛すべき逆お国自慢GP（2024年11月8日・2025年2月7日、フジテレビ）- MC
- 芸能界オールスター草野球（2024年12月30日、テレビ東京） - サンド軍 キャプテン
- 上沼×サンドの出すぎた杭は打たれない（2025年1月2日、読売テレビ）- MC
- サンドウィッチマンとみんな大好き「映画ドラえもん」スペシャル（2025年3月2日、テレビ朝日）- プレゼンター
- 石川青春バラエティー サンドウィッチマンの幸せSHOWタイム!!（2025年3月9日、テレビ金沢）- MC
- 放送100年特番 あなたの思い出、探します（2025年3月16日、NHK総合）- MC
- 大泉サンドの年2会（2025年5月4日、TBS） - MC[91]
- サンドウィッチマンの街録イン・ザ・ワールド 世界で個人的なおすすめ聞いてきました（2025年6月14日、CBCテレビ）- 総合司会（富澤）ゲスト（伊達）

### ラジオ番組

#### 現在の出演番組
- サンドウィッチマンのラジオやらせろ!（2007年7月 - 、fmいずみ）[92][注 8]
- サンドウィッチマン ザ・ラジオショーサタデー（2021年10月2日 - 、ニッポン放送）[93]

#### 過去の出演番組
- キャンパス寄席（2011年4月30日 - 2018年2月24日、NHKラジオ第1） - レギュラー放送終了後も不定期で特番あり
- サンドウィッチマンの10分もらえたぜ!（2011年7月4日 - 2012年3月30日、TBSラジオ）
- 日清食品 笑アップステーション・サンドウィッチマンの太くいこう!（2010年6月 - 2012年、山形放送・東北放送）
- サンドウィッチマンのオールナイトニッポン（2011年3月18日・2012年8月28日・2021年3月11日、ニッポン放送）- パーソナリティ
- サンドウイッチマンの今俺たちができること、みんなができること（2011年3月19日、TBSラジオ）- 東日本大震災特別番組
- サンドウィッチマンの東北魂（2011年7月3日 - 2021年3月28日、ニッポン放送）
- TBC 32時間ラジオSmile Again（TBCラジオ） - 東日本大震災特別番組
- 防災の日スペシャル『あの日から半年〜3.11に学んだこと』（文化放送）
- サンドウィッチマンのオールナイトニッポンGOLD（2012年10月19日・2013年3月14日・2016年3月11日、ニッポン放送）- パーソナリティ
- SCHOOL NINE（2009年4月 - 2016年9月、JFN系全国ネット） - 水曜日担当
- サンドウィッチマンの天使のつくり笑い（2015年4月7日 - 2021年3月23日、NHKラジオ第1）
- サンドウィッチマンの週刊ラジオジャンプ（2017年7月1日 - 2018年12月29日、TBSラジオ）
- サンドウィッチマンのWe Love Rugby（2017年11月1日 - 2019年12月27日、TBSラジオ）[注 9][94]

### ネット配信
- サンドが笑えば日本が笑う！（2016年6月 - 、hulu）
- サンドウィッチマンのぶらり即席コントの旅DX（2017年3月31日 - 、dTV）
- サンドウィッチマン永野のNo.1決めてみた（2018年12月3日 - 、フジテレビオンデマンド）

### ドラマ
- ハチワンダイバー（フジテレビ） - 角田吾郎 役（伊達）・飛鷹安雄（富澤）役
- 特集ドラマ かつお（2013年12月18日、NHK仙台） - 巡査 役
- 独眼竜 花嫁道中（2015年7月29日、NHK仙台）
- サンドナイツがプロ野球選手だけの居酒屋はじめました（2023年1月6日 - 3月23日、テレビ東京 他） - 本人 役[95]
- 日曜プライム 「西村京太郎トラベルミステリー71」（2020年） - 達川幹生 役（伊達）、富山岳史 役（富澤）[96]
- 連続テレビ小説 おかえりモネ（2021年10月11日、NHK総合） - 漁師A 役（伊達）、漁師B 役（富澤）[97]

### テレビアニメ
- GON -ゴン-（2012年4月2日 - 2013年3月25日、テレビ東京）- ヌー 役、ワシ 役、イノシシ 役（第36話、伊達）、リーダー 役（富澤）、第37話から第40話までAパートに放送されたミニ番組には実写で出演

### 映画
- 銀色の雨（2009年11月28日） - 電気屋 役（伊達）、小島 役（富澤）
- ミュージックソン THE MOVIE 〜オードリーの爆笑24時間宣言〜（2012年1月14日） - 声の応援
- 内村さまぁ〜ず THE MOVIE エンジェル（2015年9月11日）
- アイネクライネナハトムジーク（2019年9月20日）- セコンド 役
- 漫才協会 THE MOVIE 舞台の上の懲りない面々（2024年3月1日） - 友情出演

### 劇場アニメ
- それいけ!アンパンマン とばせ! 希望のハンカチ（2013年7月6日） - スゴイゾウ 役（伊達）、ザジズゼゾウ 役（富澤） [98]
- ちえりとチェリー（2016年7月30日） - 住職 役（伊達）、大黒様 役（富澤）[99][100]
- 映画ドラえもん のび太の絵世界物語（2025年3月7日） - アートリア王 役（伊達）、評論家 役（富澤）[101]

### オリジナルビデオ
- 修羅がゆく12 北九州死闘篇（2000年10月13日、東映）
- 極妻任侠道 夜叉の舞（2007年11月22日、東映）
- 修羅のみち 関東VS関西 全面戦争勃発（2001年10月12日、東映）
- 修羅のみち3 広島・四国全面戦争（2002年4月12日、東映）
- 銭牝（2015年03月03日）

### CM・広告

#### 現在放映されているCM
- KYコーポレーション「やまなか家」（2013年 - ）
- JAグループ宮城「みやぎ米」（2016年 - ）
- アート引越センター（2020年 - ）
- 武田塾（2020年 - ）
- タマホーム（2020年 - ）
- ホットスタッフ（2022年 - ）
- JFEホールディングス「サス鉄ナブル！」（2022年 - ）
- 七十七銀行（2023年 - ）
- トラストバンク「ふるさとチョイス」（2024年 - ）
- 東宝「映画ドラえもん のび太の絵世界物語」（2025年 - ）

#### 過去放映されていたCM
- オートバックス[102]
- 2009年仙台市長選挙（2009年） - 田中将大と共演
- ポケモン「ポケモンカードゲームLEGEND」（2010年）
- みやぎ地デジ推進キャンペーン（宮城エリアの民放4局） - さとう宗幸らと共演
- エイチ・アイ・エス
- 創造電力
- フローラルヒルズ住吉台 - ウェイバックマシン（2008年2月17日アーカイブ分）
- 住友ゴム工業『DUNLOPスタットレスタイヤ「WINTER MAXX」』
- P&G「ジョイ」（2013年）
- 東日本旅客鉄道
  - 北海道新幹線（2016年）
  - Suica（2020年 - 2021年）
- 警視庁『「受け子」や「出し子」は犯罪です！それでも、キミはやりますか？」（2017年）[103]
- まるか食品
  - ペヤングソース焼きそば（2017年 - 2024年）
  - ペヤングヌードル（2017年 - 2024年）
- ACジャパン「日本心臓財団・弁膜症啓発」武田信玄（伊達）、上杉謙信 役（富澤）（2017年 - 2018年）[104][注 10]
- サントリー食品インターナショナル「烏龍茶」（2018年 - 2019年）[105]
- 総務省「マイナンバーカード」（2018年）
- 花王「サクセス」（2018年 - 2019年）
- 助太刀（2018年 - 2019年）[106]
- 春日井製菓「キシリクリスタル」（2018年 - 2019年）[107]
- ローソン銀行「開業キャンペーン」（2018年）[108]
- マルサンアイ「鮮度みそ」（2018年 - 2019年）[109]
- ユーキャン（2018年）- 天使ーズ 役
- ByteDance「BuzzVideo」（2018年 - 2019年）[110]
- レアゾン「覇道 任侠伝」（2019年）
- 東北楽天ゴールデンイーグルス「ウイニングイーグル応援」（2019年）
- リクルート「カーセンサー」（2021年 - 2024年）
- LILITH GAMES「Rise of Kingdoms -万国覚醒-」（2021年）
- 楽天モバイル（2021年 - 2022年）[111]
- TBCグループ「MEN’S TBC」（2021年 - 2024年）[112]
- フォーシーズ「ピザーラ」（2022年 - 2023年）

### PV
- スキマスイッチ「Hello Especially」（2013年） - 富澤のみ

### ゲーム
- くりぃむしちゅーも観ながらいろいろゴチャゴチャ言ってますけども…笑いのタマゴLサイズ（おひとり様何回でも）（2006年3月23日、ハドソン） - PSP
- 魁!!男塾 〜日本よ、これが男である!〜（2014年2月27日、バンダイナムコ） - PS3、初回封入特典のプレイヤーキャラとして登場[113]

### 舞台
- 朗読劇『『芸人交換日記』〜リーディングシアター〜』（2013年2月10日、草月ホール）

## 書籍

### 著書
※コンビとしての名義のみ記載。
- 『敗者復活』（2008年9月、幻冬舎）[114]
- 『復活力』（2018年8月3日、幻冬舎）[115][注 11]
- 『サンドウィッチマンの週刊ラジオジャンプ』（2018年8月24日、集英社）[116]
- 『お笑いえほん（4）マイク・デービス』（2018年11月10日、岩崎書店）[117][注 12]

### 雑誌・新聞連載
- EX大衆「サンドウィッチマンの魁!人生漫才劇場」（2011年5月 - 、双葉社）
- 東京スポーツ「サンドウィッチマンの興奮してきたなぁ!」（2009年10月 - 2012年3月、東京スポーツ新聞社） - 、東京スポーツ・大阪スポーツ・中京スポーツは隔週月曜、九州スポーツは隔週火曜。
- 月刊赤ちゃんとママ「サンドウィッチマンの俺等に聞くの!?」（2017年4月 - 、赤ちゃんとママ社）

### 注
1. ↑  中原中也の「サーカス」という詩の中で、空中ブランコの音を表現した「ゆあーん、ゆよーん、ゆやゆよん」から採った。
2. ↑  以前所属していた事務所・フラットファイヴの社長である堀田訓幸もホリプロ出身である。
3. ↑  後に『M-1グランプリ2007』最終決戦にて漫才として披露。また、『エンタの神様』のレギュラー末期の2010年2月にも、ですよ。とのコラボでリメイク版を披露した。
4. ↑  2018年から2023年までの『M-1グランプリ』では、この3組から1人ずつ審査員として出演していた。
5. ↑  生島自身も仙台国際ホテルでの講演中に遭遇し、15時間かけて帰京している。また妹夫婦が津波の犠牲となった。
6. ↑  タカアンドトシと共同。
7. ↑  応援ゲスト→「歌で 会いたい。特別企画」ゲスト（「花は咲く」合唱）→ウラトークチャンネルMC→審査員
8. ↑  2人の地元泉区のcFMで、唯一、M-1優勝以前から続くレギュラー番組。
9. ↑  開始当初は毎週木曜14時30分頃、『たまむすび』の内包番組であったが、2018年1月9日より単独番組に昇格、毎週火曜〜木曜17時50分から18時までの10分枠で放送。
10. ↑  本人が演じているのではなくアニメーションによるものでノンクレジットだが、上杉謙信が富澤の持ちネタ「ちょっと、何いってんのか分かんない」をいった後、武田信玄が伊達のツッコミ「何が分かんねぇんだよ」をいっている。
11. ↑  『敗者復活』を加筆修正して文庫化したもの。
12. ↑  絵は杉崎貴文、編集は倉本美津留が担当。